# Марија Шкорнички
Марија Шкорнички јесте српски публициста, песник и уредник. 

## Биографија
Средњу школу завршила у родном граду, у Београду студирала Туризам, а запослена је у ЕМС-у. 
На XIV фестивалу поезије ученика средњих школа у Врању 1976.године добија награду и потом постаје члан новоосноване Књижевне омладине Ваљева- КОВ. Од 2004. године, поезију активно објављује у многим књижевним листовима, часописима и зборницима, учествује на фестивалима.
Заступљена је у више антологија и панорама поезије. 
Превођена на македонски (Корени) и пољски језик (Tekstualijа).
Уредник је Алманаха уметничког стваралаштва Колонада, од 2011.године (издавач Синдикат радника Електромреже Србије).
Члан је Удружења књижевника Србије. 
Живи и ствара у Ваљеву. 

## Дела
- Дробњачки записи (Бистрица, Н.Сад, 2006)
- Мирис коже (Бранково коло, Срем.Карловци, 2007)
- Кроз Јелисеј (Orpheus, Н.Сад, 2008)
- Хотел Адамс (Aпостроф, Београд, 2011)
- У кући блуза (Aдреса, Н.Сад, 2012)
- Дробњачки записи, допуњено издање (Интелекта, Ваљево, 2015)
- У  једној руци фењер, у другој поезија (Матична библиотека Љубомир Ненадовић, Ваљево, 2019.год).